# شيء من النثر
شيء من النثر، أحد الكتب النثرية من مؤلفات الشاعر العربي السوري نزار قباني، صدرت في عام 1979، عن منشورات نزار قباني في بيروت، لبنان.